# Молекулярное облако Ро Змееносца
Молекулярное облако ρ Змееносца — гигантское молекулярное облако в созвездии Змееносца, представляющее собой тёмную туманность с включениями областей ионизированного водорода, получившее своё название от яркой звезды, являющейся частью этого комплекса — ρ Змееносца.
Среднее расстояние до облака составляет 420 св. лет (130 пк), что делает его одной из ближайших областей звездообразования к Солнечной системе. Оно принадлежит к ассоциации Скорпиона — Центавра, чьи возмущения в виде ударных волн и положили начало процессу звездообразования Морфологически облако подразделяется на две основных части: LDN 1688, представляющее основную часть комплекса, и менее массивное LDN 1689. Обе этих туманности связаны с дополнительными нитевидными образованиями..
Благодаря своей близости к Солнечной системе, комплекс представляет интерес для исследования эволюции маломассивных звёзд и коричневых карликов, а также для изучения феномена цепного звездообразования.
В 2011 году было объявлено об обнаружении двух скоплений коричневых карликов в туманностях Ро Змееносца и NGC 1333.
В молекулярном облаке Ро Змееносца удалось обнаружить молекулярный кислород.